# Bronislava Nijinska

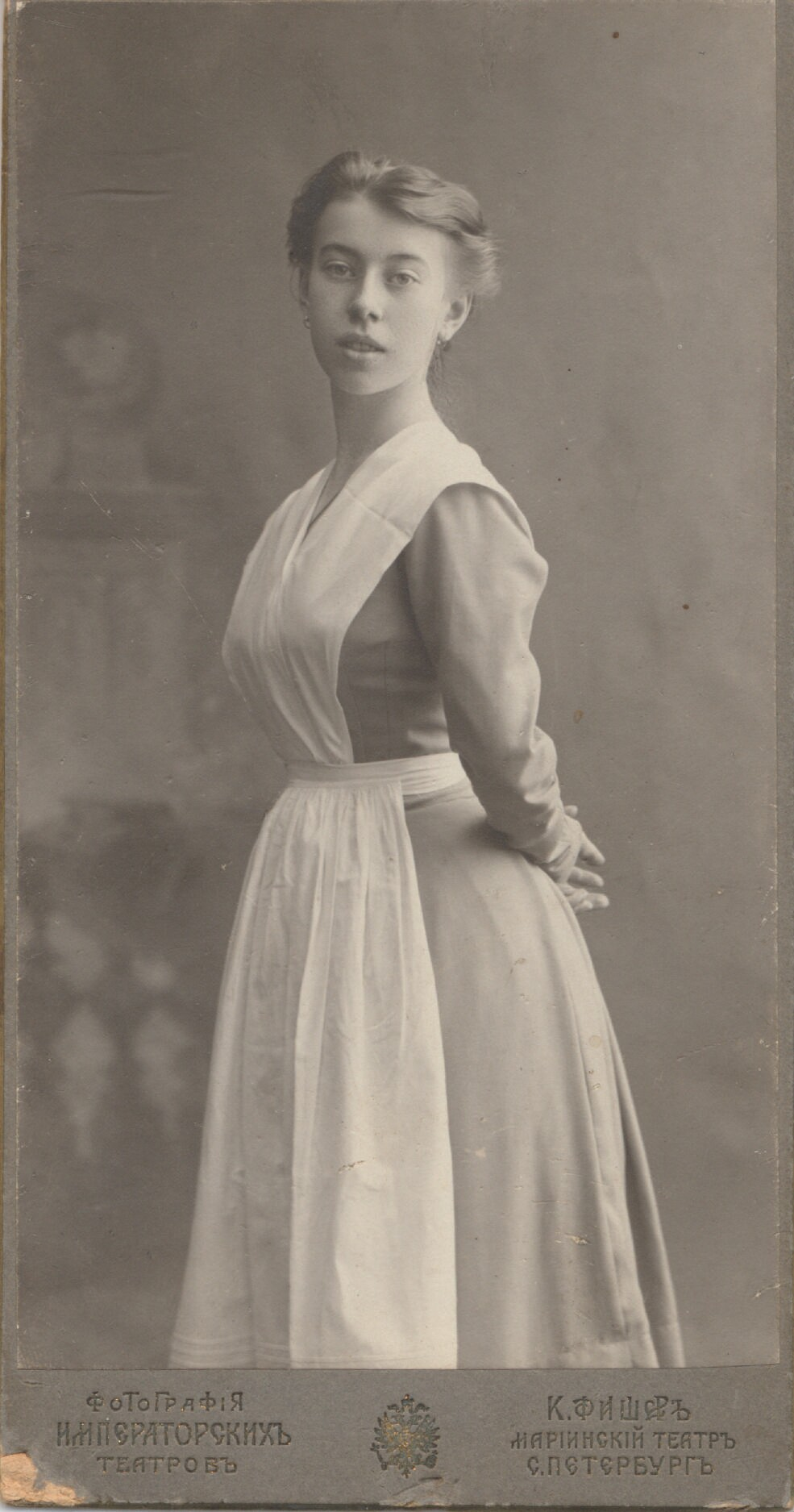
Bronislava Nijinska im Jahr 1908

Bronislava Nijinska (frz. Transkription, polnische Schreibweise Bronisława Niżyńska, russisch Бронислава Фоминична Нижинская, Bronislawa Fominitschna Nischinskaja; * 8. Januar 1891 in Minsk; † 21. Februar 1972 in Los Angeles) war eine polnischstämmige russische Choreografin, Balletttänzerin und Tanzpädagogin, die später vor allem in Frankreich und den Vereinigten Staaten wirkte. Sie gilt als Wegbereiterin des Neoklassizismus. So war sie unter anderem einer der Stars bei den Ballets Russes und choreografierte dort zahlreiche Stücke.

## Leben
Ihr Vater Tomasz Niżyński und ihre Mutter Eleonora Bereda waren beide Tänzer. Der zwei Jahre älterer Bruder Vaslav Nijinsky war ebenfalls Tänzer und Choreograf.
Ab 1900 besuchte Nijinska gemeinsam mit ihrem Bruder die Kaiserliche Ballettschule in Sankt Petersburg. Acht Jahre später wurde Bronislava bereits als Tänzerin am Mariinski-Theater in Sankt Petersburg engagiert und ein Jahr darauf bei den Ballets Russes in Paris. Dort tanzte sie die Stücke Carnaval und Pétrouchka.
1914 kreierte Nijinska für das Stück La Tabatière ihre erste Choreografie. Bald darauf eröffnete sie eine Tanzschule in Kiew.
Als Bronislawa 1921 ihre russische Heimat verließ, arbeitete sie als erste Solistin bei den Ballets Russes und entwickelte sich zu einer der wichtigsten Choreografinnen der Truppe.
Daraufhin folgten viele Arbeiten bei verschiedensten Truppen und Theatern: 1932 gründete Nijinska ihre eigene Truppe. 1935 choreografierte sie für den Hollywood-Film Ein Sommernachtstraum von Max Reinhardt. Ab 1937 leitete sie das Polish Ballet in Paris und arbeitete für die Markova Dolin Company. 1938 eröffnete Bronislawa eine Tanzschule in Los Angeles. In den USA arbeitete sie für das American Ballet Theatre. 1945 wurde Nijinska Ballettmeisterin des Grand Ballet du Marquis de Cuevas. 1964 überarbeitete sie ihre Stücke Les Noces und Les Biches für das Royal Ballet in London. Ab 1967 leitete Bronislawa das Buffalo Ballet Theater.

## Werke
- Renard (1922)
- Baika (1922)
- Les Noces (1923)
- Les Tentations de la bergère (1923)
- Les Biches (1924)
- Les Fâcheux (1924)
- Le Train Bleu (1924)
- Romeo and Juliet (1926)
- Variations (ab 1932)
- Hamlet (ab 1932)
- Concerto (1937)
- Le Chant de la Terre (1937)
- La Légende de Cracovie (1937)
- Les variations de Brahms (1945)
- Rencontres

Für Ida Rubinstein:
- Le Baiser de la Fèe (1928)
- Boléro (1928)
- Aubade (1929)

Für die Opera Russe de Paris:
- Etudes chorégraphiques (1931)